# Ibis (revue)
Pour les articles homonymes, voir Ibis.
Ibis (sous-titré the international journal of avian science, « la revue internationale de science aviaire ») est la revue de la société ornithologique British Ornithologists' Union. Elle est publiée depuis 1859.
Ibis publie des articles sur l'écologie, la conservation, le comportement, la paléontologie, la taxinomie et les nouvelles espèces d'oiseaux.
Les articles de cette revue scientifique à comité de lecture sont publiés en anglais. Cette revue est traditionnellement trimestrielle, hormis certaines années comme 2007 avec six périodiques publiés.

## Rédacteurs en chef
- 1995-1998 : John Coulson
- 1999-2004 : Andrew G. Gosler
- 2008 : M. Brooke

## Liste des textes
- (en) « List of Issues », blackwell-synergy.com, liste des publications de Ibis accessibles sur internet